# Iwanówka (rejon tarnopolski)
Iwanówka lub Iwaniwka, (ukr. Іванівка) – wieś w rejonie tarnopolskim obwodu tarnopolskiego. 
W II Rzeczypospolitej w powiecie skałackim województwa tarnopolskiego. W 1939 r. wieś liczyła 2300 mieszkańców, z których 26% stanowili Polacy. 11 marca 1944 nacjonaliści ukraińscy z OUN-UPA zamordowali tutaj 15 Polaków, grabiąc i paląc polskie zagrody.
Do 2020 w rejonie podwołoczyskim.

## Dwór
- skromny dwór wybudowany w pierwszej połowie XIX w. przez Jana Tarnawieckiego lub Andrzeja Żalhockiego, ocalał do 1939 r.[4]